# 기쿠치 유세이
기쿠치 유세이(일본어: 菊池 雄星, 1991년 6월 17일 ~ )는 일본의 프로 야구 선수이며, 현재 메이저리그인 토론토 블루제이스의 소속 선수(투수)이다. 이와테현 모리오카시 출신이다.

## 인물

### 프로 입단 전
초등학교 3학년 때 전타이거스 팀에서 1루수로 야구를 시작했다. 모리오카 시립 미루마에 중학교에서는 모리오카 히가시 시니어 팀에서 플레이했는데, 이 때부터 본격적으로 투수로 전향했다. 3학년 봄에 도호쿠 대회에서 준우승을 거두었고, 도호쿠 선발 팀의 일원으로 선정되어 전국 대회 준우승에 기여했다. 이후 하나마키히가시 고등학교에 진학했다.
고등학교 1학년 때 제 89회 여름 고시엔에 출장, 1회전인 니가타 메이쿤 고등학교와의 경기에 구원 등판해 5이닝을 1실점으로 틀어막았으나 그 1점이 결승점이 되어 0대 1로 패배했다. 이 경기에서 145 km/h의 속구를 던졌으나 속구를 고집함으로써 제구가 흐트러져 가을의 현 대회에서는 1회전 탈락에 그쳤다. 2학년 봄에는 구속도 149 km/h까지 증가하게 되었다. 요통 불안으로 공식전 첫 선발 출전이었던 2학년 봄의 도호쿠 대회의 준준결승인 센다이 이쿠에이 고등학교와의 경기에서 6대 2로 완투승을 거두었다. 여름은 현 대회 준준결승에서 패퇴했다.
3학년 봄에 전년도 가을의 경기가 높게 평가받아 역전해 제 81회 봄의 선발 대회에 출전했다. 1회전인 홋카이도 무카와 고등학교와의 경기에서 가장 빠른 152 km/h를 기록했고 9회 1사까지 무안타의 투구로 2피안타 완봉승을 거두었다. 2회전인 메이호우 고등학교 전에서는 9피안타를 허용했으나 위기 관리 능력을 보이며 2경기 연속 완봉승을 기록했다. 준준결승인 난요 공업고등학교 전에서는 지고 있는 상황에서 구원 등판해 4이닝 무실점했고 팀은 역전승을 거두었다. 준결승인 야마구치 현립 리후 고등학교와의 경기에서 2점 홈런으로 첫 실점을 기록했지만 5피안타 2실점 완투승을 거두었다. 결승전인 나가사키 현립 세이호 고등학교 전에서 이마무라 다케루(현 히로시마 도요 카프)와 투수전을 벌였지만 0대 1로 패배해 이와테 현의 첫 우승은 미루어졌다. 3학년 여름에는 봄에 이어 제 91회 대회에 출전했다. 봄의 선발에서 싸운 세이호는 나가사키 현 대회에서 나가사키 니혼 대학 고등학교에게 패배했는데, 1차전에서 기이하게도 세이호를 격파한 나가사키 니혼 대학과 대진이 되어 3개의 피홈런을 기록했으나 6대 5로 승리했다. 이와테 현 대표로는 여름 고시엔 41년 만에 베스트8에 진출한 도호쿠 고등학교 전에서는 개인 최고 기록인 154 km/h를 기록했다(고시엔 전광판에는 154 km/h로 표시되었고 지바 롯데 마린스 스카우트의 스피드건에는 155 km/h로 표시되었다). 준준결승에는 이마미야 겐타(현 후쿠오카 소프트뱅크 호크스)가 있던 메이호우 고등학교와의 경기에서는 4회까지 퍼펙트를 선보이며 7대 6의 승리에 일조했지만 허리 통증을 호소하며 5회에 벤치로 물러났다. 준결승은 주쿄 대학 부속 주쿄 고등학교 전에서 근육 통증으로 선발 등판하지는 못했고 4회 2사 만루에서 등판했으나 불과 11구 만에 마운드에서 강판되었고 팀은 1대 11로 패배했다. 이후 정밀 검사 결과 5번째 늑골이 골절된 것을 발견했다.
드래프트 회의에서는 메이저 리그의 구단으로부터도 주목을 받아 원래의 지망인 미국에서의 프로 데뷔도 생각했다. 국내 12개 구단 뿐만 아니라 메이저의 8개 구단과도 면담을 가졌다. 그 중에서도 텍사스 레인저스와의 면담에서는 메이저에 정착한 데릭 홀랜드가 동석하기도 했다. 모든 구단과의 면담을 마친 후 "어느 쪽도 훌륭하다고 생각한다. 지금으로썬 결정하지 못 하겠다. 모두 가고 싶은 것이 솔직한 마음으로 이야기를 듣기 전보다 더 헤매고 있다"고 심경을 토로했다. 10월 25일에 "아직 내 수준은 세계에서 통용되지 않는다고 생각했다. 일본의 모두에게 인정받아 세계에서 뛰고 싶다"며 일본 프로 야구에서 뛰는 것을 표명했다. 드래프트 회의 당일에는 세이부, 한신, 야쿠르트, 라쿠텐, 주니치, 닛폰햄 등 6구단의 1위 지명을 받아 경합 끝에 세이부가 교섭권을 획득, 11월 12일에 계약금 1억 엔에 거래량 5,000만 엔, 연봉 1,500만 엔(추정)에 가계약하고 등번호는 17번으로 정해졌다.

### 프로 입단 후
2010년 1월 19일, 구단에서 등록명을 유세이(雄星)로 하는 것이 발표되었다. 따라서 등의 이름이 'KIKUCHI'인 유니폼은 입단 발표에서만 착용했을 뿐 캠프부터는 'YUSEI'가 되었다. 2월 16일에 입학 원서를 제출했던 도호쿠 복지대학 종합복지학부 통신교육부에 합격했다. 이것은 야구 선수 은퇴 후에도 원만하게 일할 수 있도록 하기 위해서라고 한다. 프로 입단 이후 대학에 합격한 예는 드물었고 프로 야구 선수 생활의 부수적인 측면에서 통신교육 교사 자격증 취득을 목표로 하게 되었다. 당해의 신인으로서는 매우 주목받았고 계약금이 많았기 때문에 그 계약금을 밑천으로 "꼭 선배가 사용했으면 좋겠다"라는 취지에서 3월 24일에는 시가 420만 엔의 산소 캡슐을 구입해 기숙사 방에 설치했다. 하지만 객실의 일각을 크게 점유하고 취급 설명서를 잘 읽지 않고 작업했기 때문에 기계에서 증기가 나와 실내 온도가 30도라는 열대 상태를 만들어 낸 끝에 고장냈다고 한다. 시즌 중 왼쪽 어깨 통증이 발병해 1군 등판 뿐 아니라 2군에서도 5월 4일 이후에는 재활에 전념했다. 오프 시즌에는 호리프로와 매니지먼트 계약을 체결했다. 12월 24일에는 본인의 희망에 의해 등록명을 실명인 '기쿠치 유세이'로 변경한다고 발표했다.
2011년에는 투구폼을 스리쿼터로 복구하며 개막전에 1군에 입성했다. 중간 계투로 벤치에 들어갔으나 등판 기회는 없었고 4월 22일에 등록 말소되었다. 2군에서 조정을 거친 뒤 6월 12일 한신 타이거스 전에서 1군 첫 선발로 첫 등판했지만 2와 1/3이닝을 던지며 4실점으로 강판되었다. 그래도 첫 1군 등판을 마친 기쁨 때문인지 경기 후 인터뷰에서 눈물을 흘렸다. 그 후 다시 2군에서 조정을 거쳐 30일 오릭스 버펄로스 전에서 선발 등판했고 5이닝 2실점으로 호투하며 프로 첫 승리를 거두었다. 8월 18일의 도호쿠 라쿠텐 골든이글스 전에는 8회까지 무실점 호투를 했고 9회 초 야마자키 다케루에게 통산 400호 홈런을 허용했지만 첫 완투승을 거두었다. 2011 시즌에는 9경기에 등판해 4승을 올렸다. 시즌 종료 후 11월 8일부터 12월 22일까지 호주 오스트레일리안 베이스볼 리그의 멜버른 에이시스에 파견되어 5경기에 등판해 1승 2패, 방어율 4.38 whip 1.54의 성적을 남겼고 올스타전에도 출장했다. 12월 26일에 계약 갱신했다.
2012년에는 개막을 2군에서 맞이해 이나오 가즈히사의 등번호 '24'가 영구 결번이 된 것을 기념하는 경기로 개최된 7월 1일의 홋카이도 닛폰햄 파이터스와의 경기에서 1군에 승격되어 선발 등판했다. 노 디시전이었으나 8이닝 6피안타 3실점의 무난한 투구였고 프로 입단 후 최고 구속인 150 km/h를 기록했다. 더불어 이 경기에서 시즌 첫 삼중살이 달성되었다. 15일 오릭스 전에서 6회부터 등판해 4이닝을 무실점으로 막고 프로 데뷔 후 첫 세이브를 기록했다. 8월부터 9월까지 8경기에 선발로 나서 2승 3패, 방어율 2.20, whip 1.05의 호투를 이어나갔다. 12월 4일에 300만 엔 증가한 연봉 2,300만 엔에 계약을 갱신했다.
2013년에는 1군에서 개막을 맞이해 3월 30일 닛폰햄 전에서 고등학교 후배인 오타니 쇼헤이를 상대로 2탈심진을 거두었다. 4월 13일 라쿠텐 전에서 9이닝 3피안타 무실점으로 호투했고 프로 데뷔 이후 개인 최고 속도인 시속 153 km/h를 기록하며 프로 데뷔 후 첫 완봉승을 거두었다. 6월 12일 주니치 드래곤스 전에서 9회 1사까지 노히트 노런의 호투를 선보였고 7월 5일 지바 롯데 전에서 9승째를 거두며 올스타전에 선출되었다. 그러나 후반기에는 2경기 연속 4실점을 당하며 7월부터 문제가 있었던 왼쪽 어깨 염증으로 8월 7일 1군에서 등록 말소되었다. 그대로 시즌 아웃을 판정받으며 자신의 첫 두 자릿수 승리를 놓쳤다.

## 플레이 스타일
견갑골의 가동 역이 넓고, 공 소유가 좋은 스리쿼터에서 던지는 평균 시속 약 95mph(약 152.9km/h), 최고 99mph(약 159km/h)의 직구와 슬라이더, 체인지업, 종 커브를 무기로 삼는다.
투구폼은 '외부 회전이 가장 효과가 있는 스리쿼터지만 "스리쿼터라고 생각하고 던지면 오버스로가 된다"라고 하여 이를 의식해 사이드스로라고 생각하며 스리쿼터로 던지고 있다. 퀵 모션은 1.0초 대를 기록했다.
유연한 폼에서 던지는 몸 쪽의 속구가 최대의 무기로 고교 시절에 선발로 대전했던 이마미야 겐타는 "100% 온다고 알고 있어도 칠 수 없었다"라고 평가하고 있다. 프로 입단 초기에는 구위를 잃고 있었지만 투구 폼을 안정시키고 공의 회전이 똑바로 되어 구위를 회복하게 되었다.
타자 주자로서 1루 도달까지 4.0초 대를 기록하는 빠른 발을 자랑한다.

## 에피소드
왼손잡이는 투타 뿐 아니라 필기에서도 왼손잡이다(젓가락은 오른손).
취미는 라면의 외식과 독서로 세이부 신인 기숙사 입실 당시에 "(보유하고 있는 것의)10분의 1 정도"라고 하면서도 50권이 넘는 책을 가져왔다.
초등학교 시절에는 야구, 배구, 수영, 기계 체조, 서예, 피아노, 주판, 체스, 미술 등 수많은 분야를 학습했다.
이상적인 투수로 랜디 존슨을 꼽고 있다. 구속에 있어서는 세계에서 가장 빠른 기록인 105 mph(약 169 km/h)를 기록했던 아롤디스 채프먼도 목표를 하고 있다.

## 상세 정보

### 출신 학교
- 하나마키히가시 고등학교

### 선수 경력
- 사이타마 세이부 라이온스(2010년 ~ 2018년)
- 시애틀 매리너스 (2019년 ~ )

### 수상·타이틀 경력

#### 타이틀
- 다승왕 : 1회(2017년)
- 최우수 평균 자책점 : 1회(2017년)

#### 수상
- 베스트 나인 : 2회(2017년, 2018년) ※투수 부문
- 골든 글러브상 : 1회(2017년) ※투수 부문
- ‘조지아혼’상 : 1회(2013년도 제4회)
- 센트럴·퍼시픽 교류전 닛폰 생명상 : 1회(2015년)
- 최우수 배터리상 : 1회(2017년) ※포수 : 스미타니 긴지로
- 월간 MVP : 1회(2017년 9월) ※투수 부문

### 개인 기록

#### 투수 기록
- 첫 등판·첫 선발 : 2011년 6월 12일, 대 한신 타이거스 4차전(세이부 돔) 2와 1/3이닝 4실점
- 첫 탈삼진 : 상동, 1회초에 크레이그 브라젤로부터 헛스윙 삼진
- 첫 승리 : 2011년 6월 30일, 대 오릭스 버펄로스 6차전(교세라 돔 오사카), 5이닝 2실점
- 첫 완투 승리 : 2011년 8월 18일, 대 도호쿠 라쿠텐 골든이글스 14차전(세이부 돔), 9이닝 1실점
- 첫 세이브 : 2012년 7월 25일, 대 오릭스 버펄로스 10차전(홋토못토 필드 고베), 6회말 2번째 투수로서 구원 등판·마무리, 4이닝 무실점
- 첫 완봉 승리 : 2013년 4월 13일, 대 도호쿠 라쿠텐 골든이글스 2차전(일본제지 클리넥스 스타디움 미야기), 9이닝 3피안타 무4사구

#### 타격 기록
- 첫 타석·첫 안타 : 2013년 5월 28일, 대 요코하마 DeNA 베이스타스 1차전(요코하마 스타디움), 3회초에 미우라 다이스케로부터 좌전 안타

#### 기록 달성 경력
- 통산 1000투구 이닝 : 2018년 9월 21일, 대 지바 롯데 마린스 23차전(ZOZO 마린 스타디움), 4회말 1사에 이노우에 세이야를 헛스윙 삼진으로 잡고 달성

#### 기타
- 개막전 선발 투수 : 3회(2016년 ~ 2018년)
- 올스타전 출장 : 3회(2013년, 2017년, 2018년)

### 등번호
- 17(2010년 ~ 2013년)
- 16(2014년 ~ )

### 등록명
- 雄星(2010년)
- 菊池 雄星(2011년 ~ )

### 연도별 투수 성적
| 연 도      | 소 속      | 등 판 | 선 발 | 완 투 | 완 봉 | 무 4 구 | 승 리 | 패 전 | 세 이 브 | 홀 드 | 승 률 | 타 자 | 이 닝  | 피 안 타 | 피 홈 런 | 볼 넷 | 고 4 | 몸 맞 | 탈 삼 진 | 폭 투 | 보 크 | 실 점 | 자 책 점 | 평 자 책 | W H I P |
| ---------- | ---------- | ----- | ----- | ----- | ----- | ------- | ----- | ----- | -------- | ----- | ----- | ----- | ------ | -------- | -------- | ----- | ---- | ----- | -------- | ----- | ----- | ----- | -------- | -------- | ------- |
| 2011년     | 세이부     | 10    | 9     | 2     | 0     | 0       | 4     | 1     | 0        | 0     | .800  | 231   | 54.1   | 63       | 6        | 8     | 0    | 3     | 24       | 1     | 0     | 26    | 25       | 4.14     | 1.31    |
| 2012년     | 세이부     | 14    | 12    | 0     | 0     | 0       | 4     | 3     | 1        | 0     | .571  | 339   | 81.1   | 75       | 5        | 25    | 0    | 1     | 57       | 3     | 0     | 34    | 28       | 3.10     | 1.23    |
| 2013년     | 세이부     | 17    | 17    | 3     | 3     | 1       | 9     | 4     | 0        | 0     | .692  | 441   | 108.0  | 79       | 5        | 44    | 0    | 3     | 92       | 2     | 0     | 28    | 23       | 1.92     | 1.14    |
| 2014년     | 세이부     | 23    | 23    | 1     | 0     | 0       | 5     | 11    | 0        | 0     | .313  | 615   | 139.2  | 133      | 9        | 78    | 0    | 5     | 111      | 7     | 1     | 61    | 55       | 3.54     | 1.51    |
| 2015년     | 세이부     | 23    | 21    | 0     | 0     | 0       | 9     | 10    | 0        | 0     | .474  | 542   | 133.0  | 97       | 9        | 55    | 1    | 2     | 122      | 5     | 1     | 48    | 42       | 2.84     | 1.14    |
| 2016년     | 세이부     | 22    | 22    | 2     | 0     | 0       | 12    | 7     | 0        | 0     | .632  | 595   | 143.0  | 117      | 7        | 67    | 0    | 2     | 127      | 3     | 0     | 51    | 41       | 2.58     | 1.29    |
| 2017년     | 세이부     | 26    | 26    | 6     | 4     | 0       | 16    | 6     | 0        | 0     | .727  | 735   | 187.2  | 122      | 16       | 49    | 0    | 6     | 217      | 6     | 0     | 49    | 41       | 1.97     | 0.91    |
| 2018년     | 세이부     | 23    | 23    | 1     | 0     | 0       | 14    | 4     | 0        | 0     | .778  | 654   | 163.2  | 124      | 16       | 45    | 0    | 4     | 153      | 7     | 0     | 59    | 56       | 3.08     | 1.03    |
| 통산 : 8년 | 통산 : 8년 | 158   | 153   | 15    | 7     | 1       | 73    | 46    | 1        | 0     | .613  | 4152  | 1010.2 | 810      | 73       | 371   | 1    | 26    | 903      | 34    | 2     | 356   | 311      | 2.77     | 1.17    |

- 2018년 시즌 종료 기준.
- 굵은 글씨는 시즌 최고 성적.

### 연도별 투수(선발) 성적 소속 리그내에서의 순위
| 연 도 | 연 령 | 소속 리그   | 완 투 | 완 봉 | 승 리 | 승 률 | 투구 이닝 | 탈 삼 진 | 평 자 책 |
| ----- | ----- | ----------- | ----- | ----- | ----- | ----- | --------- | -------- | -------- |
| 2011  | 20    | 퍼시픽 리그 | -     | -     | -     | -     | -         | -        | -        |
| 2012  | 21    | 퍼시픽 리그 | -     | -     | -     | -     | -         | -        | -        |
| 2013  | 22    | 퍼시픽 리그 | 4위   | 1위   | -     | -     | -         | -        | -        |
| 2014  | 23    | 퍼시픽 리그 | -     | -     | -     | -     | -         | -        | -        |
| 2015  | 24    | 퍼시픽 리그 | -     | -     | -     | -     | -         | 7위      | -        |
| 2016  | 25    | 퍼시픽 리그 | 5위   | -     | 4위   | 5위   | -         | 7위      | 2위      |
| 2017  | 26    | 퍼시픽 리그 | 2위   | 1위   | 1위   | 3위   | 1위       | 2위      | 1위      |
| 2018  | 27    | 퍼시픽 리그 | 10위  | -     | 2위   | 2위   | 4위       | 2위      | 2위      |

- ‘-’는 10위 미만

### 연도별 수비 성적
| 연도 | 소속   | 투수  | 투수  | 투수  | 투수  | 투수  | 투수     |
| 연도 | 소속   | 경 기 | 척 살 | 보 살 | 실 책 | 병 살 | 수 비 율 |
| ---- | ------ | ----- | ----- | ----- | ----- | ----- | -------- |
| 2011 | 세이부 | 10    | 1     | 12    | 1     | 1     | .929     |
| 2012 | 세이부 | 14    | 3     | 14    | 0     | 0     | 1.000    |
| 2013 | 세이부 | 17    | 6     | 16    | 1     | 1     | .957     |
| 2014 | 세이부 | 23    | 6     | 33    | 2     | 0     | .951     |
| 2015 | 세이부 | 23    | 9     | 15    | 3     | 0     | .889     |
| 2016 | 세이부 | 22    | 11    | 33    | 1     | 3     | .978     |
| 2017 | 세이부 | 26    | 14    | 38    | 2     | 4     | .963     |
| 2018 | 세이부 | 23    | 10    | 18    | 5     | 2     | .848     |
| 통산 | 통산   | 158   | 60    | 179   | 15    | 11    | .941     |

- 2018년 시즌 종료 기준.
- 굵은 글씨는 골든 글러브상 수상 연도.